# ازدواج با تو (مجموعه تلویزیونی)
ازدواج با تو (انگلیسی: Marry You؛‏ کره‌ای: 결혼해YOU) یک مجموعه تلویزیونی محصول کره جنوبی در سال ۲۰۲۴ با بازی لی یی کیونگ، جو سو مین، کو جون هه و جی یی سو است. این مجموعه از ۱۶ نوامبر تا ۱۵ دسامبر ۲۰۲۴، روزهای شنبه و یکشنبه ساعت ۱۹:۵۰ (کی‌اس‌تی) از چنل ای پخش شد.

## بازیگران

### اصلی
- لی یی کیونگ در نقش بونگ چول هی[۴]
- جو سو مین در نقش جونگ ها نا[۴]
- کو جون هه در نقش چوی کی جون[۵]
- جی یی سو در نقش اوه این آه[۵]

### مکمل
- وو هیون در نقش لیم گو شیک
- کیم می ریو در نقش لی جی کیونگ
- کیم کانگ هیون در نقش یانگ سونگ کو
- سونگ یی دام در نقش هان بین
- جون سو جین در نقش نا جی وون
- سون سو مانگ در نقش مون یونگ اون
- آن ته رین در نقش بونگ با دا[۴]
- سو وو جین در نقش بونگ سان یی[۴]

### حضور ویژه
- اکسی در نقش چا مین جی[۶]
- لودا در نقش جین سول[۷]